# Reinhold Weber (Historiker)
Reinhold Weber (* 31. Januar 1969 in Aalen) ist ein deutscher Historiker. Er ist stellvertretender Direktor der Landeszentrale für politische Bildung Baden-Württemberg. Außerdem ist er Honorarprofessor am Seminar für Zeitgeschichte der Eberhard Karls Universität Tübingen.

## Leben
Nachdem Weber bis 1988 das Theodor-Heuss-Gymnasium in Aalen besucht und 1988 bis 1990 seinen Zivildienst geleistet hatte, begann er sein Studium an der Universität Tübingen. Dort erhielt er 1998 den Magister Artium im Bereich der Neueren Geschichte mit Schwerpunkt Zeitgeschichte, Mittelalterliche Geschichte und Neuere englische Literatur. Er arbeitete an einer Quellenedition der Memoiren des Politikers Kuno Graf von Westarp im Rahmen eines Forschungsprojekts der Kommission für Geschichte des Parlamentarismus und der politischen Parteien mit. 2003 wurde er mit einer Arbeit zur württembergischen Parteiengeschichte zwischen 1890 und 1933 zum Dr. phil. an der Universität Tübingen promoviert.
Von 2003 bis 2018 war er bei der Landeszentrale für politische Bildung Baden-Württemberg u. a. verantwortlich für die wissenschaftliche Buchreihe Schriften zur politischen Landeskunde Baden-Württembergs und für die didaktische Fachzeitschrift Politik & Unterricht. Von 2018 bis 2020 war er Leiter der Abteilung Haus auf der Alb der Landeszentrale für politische Bildung Baden-Württemberg in Bad Urach, danach bis 2024 Leiter der Abteilung Medien der Landeszentrale für politische Bildung Baden-Württemberg. 
Weber ist ordentliches Mitglied der Kommission für geschichtliche Landeskunde in Baden-Württemberg, des Beirats des Württembergischen Geschichts- und Altertumsvereins, des Kuratoriums der Akademie der Diözese Rottenburg-Stuttgart, des wissenschaftlichen Beirats des MARCHIVUM Mannheim sowie des Beirats der Erinnerungsstätte Salmen in Offenburg. Darüber hinaus ist er Mitglied im Rat für Migration (RfM), einem bundesweiten Zusammenschluss von Wissenschaftlern zur kritischen Begleitung der Politik in Fragen von Migration und Integration.
Die Arbeits- und Forschungsschwerpunkte von Weber sind die deutsche Geschichte vor allem des 20. Jahrhunderts, die Landesgeschichte Baden-Württembergs und seiner Vorgängerländer sowie die Parteien- und Wahlgeschichte, die politische Kultur, die Migrationsgeschichte sowie die Geschichte des Terrorismus und der 1970er und 1980er Jahre in der Bundesrepublik und in Baden-Württemberg.
Weber war bereits im Jahr 2002 Autor der offiziellen Jubiläumsschrift des Landes Baden-Württemberg zum 50. Bestehen des Landes. 2012 war er zusammen mit Peter Steinbach und Hans-Georg Wehling Herausgeber der Jubiläumsschrift zum 60. Geburtstag des Landes Baden-Württemberg. Weber ist darüber hinaus Autor zahlreicher Monografien und Aufsätze sowie Herausgeber von Büchern und Buchreihen. Im November 2013 wurde er von der Eberhard Karls Universität Tübingen zum Honorarprofessor ernannt.

## Schriften
- Baden-Württemberg. Eine kleine politische Landeskunde, hrsg. von der Landeszentrale für politische Bildung Baden-Württemberg, Stuttgart 1999 (seither in mehreren Auflagen erschienen und ins Englische übersetzt).
- als Mitarbeiter zusammen mit Friedrich Freiherr Hiller von Gaertringen und Karl J. Mayer: Kuno Graf von Westarp: Konservative Politik im Übergang vom Kaiserreich zur Weimarer Republik. Bearbeitet von Friedrich Freiherr Hiller von Gaertringen unter Mitwirkung von Karl J. Mayer und Reinhold Weber. Quellen zur Geschichte des Parlamentarismus und der politischen Parteien, 3. Reihe: Die Weimarer Republik, Bd. 10. Im Auftrage der Kommission für Geschichte des Parlamentarismus und der politischen Parteien hrsg. v. Karl Dietrich Bracher und Rudolf Morsey, Düsseldorf 2001, ISBN 3-7700-5239-0.
- Bürgerpartei und Bauernbund in Württemberg. Konservative Parteien im Kaiserreich und in Weimar (1895–1933) . Beiträge zur Geschichte des Parlamentarismus und der politischen Parteien Bd. 141, Düsseldorf 2004 (zugleich Dissertation Universität Tübingen), ISBN 3-7700-5259-5.
- als Herausgeber mit Karl-Heinz Meier-Braun: Kulturelle Vielfalt. Baden-Württemberg als Einwanderungsland. Schriften zur politischen Landeskunde Baden-Württembergs Bd. 32, hrsg. von der Landeszentrale für politische Bildung Baden-Württemberg, Stuttgart 2005, ISBN 3-17-018399-0.
- als Herausgeber mit Ines Mayer: Politische Köpfe aus Südwestdeutschland. Schriften zur politischen Landeskunde Baden-Württembergs Bd. 33, Stuttgart 2005, ISBN 3-17-018700-7.
- als Herausgeber mit Hans-Georg Wehling: Baden-Württemberg. Geschichte, Gesellschaft, Politik. Schriften zur politischen Landeskunde Baden-Württembergs Bd. 34, Stuttgart 2006, ISBN 978-3-17-018837-2.
- als Herausgeber mit Konrad Pflug und Ulrike Raab-Nicolai: Orte des Gedenkens und Erinnerns in Baden-Württemberg. Mit einem Essay von Peter Steinbach. Schriften zur politischen Landeskunde Baden-Württembergs Bd. 35, Stuttgart 2007, ISBN 978-3-17-019434-2.
- als Herausgeber mit Karl Moersch: Die Zeit nach dem Krieg: Städte im Wiederaufbau, Schriften zur politischen Landeskunde Baden-Württembergs Bd. 37, Stuttgart 2008, ISBN 978-3-17-019724-4.
- Kleine Geschichte der Länder Baden und Württemberg 1918–1945, Leinfelden-Echterdingen 2008, ISBN 978-3-87181-714-4.
- mit Karl-Heinz Meier-Braun: Kleine Geschichte der Ein- und Auswanderung in Baden-Württemberg, DRW-Verlag Leinfelden-Echterdingen 2009, ISBN 978-3-87181-725-0.
- als Herausgeber mit Siegfried Frech: Handbuch Kommunalpolitik, Politik in Baden-Württemberg, Bd. 1, Stuttgart 2009, ISBN 978-3-17-020710-3.
- als Herausgeber mit Siegfried Frech und Martin Große Hüttmann: Handbuch Europapolitik, Politik in Baden-Württemberg Bd. 4, ISBN 978-3-17-020711-0.
- als Herausgeber mit Andreas Kost und Werner Rellecke: Parteien in den deutschen Ländern. Geschichte und Gegenwart, München 2010, ISBN 978-3-406-60650-2.
- als Herausgeber mit Siegfried Frech und Hans-Georg Wehling: Handbuch Landespolitik, Politik in Baden-Württemberg Bd. 2, Stuttgart 2011, ISBN 978-3-17-021271-8.
- als Herausgeber mit Peter Steinbach und Hans-Georg Wehling: Baden-württembergische Erinnerungsorte. Jubiläumsband zum 60-jährigen Bestehen des Landes Baden-Württemberg, Stuttgart 2012, ISBN 978-3-170217-39-3.
- mit Hans-Georg Wehling: Geschichte Baden-Württembergs. C.H.Beck Wissen, 2. Aufl. München 2012, ISBN 978-3-406-55874-0.
- als Herausgeber mit Karl-Heinz Meier-Braun: Deutschland Einwanderungsland. Begriffe – Fakten – Kontroversen, Verlag W. Kohlhammer GmbH, Stuttgart 2013, ISBN 978-3-17-022326-4.
- als Herausgeber: Aufbruch, Protest und Provokation. Die bewegten 70er- und 80er-Jahre in Baden-Württemberg, Stuttgart 2013, ISBN 978-3-8062-2714-7.
- als Herausgeber mit Peter Steinbach: Wege in die Moderne. Eine Vorgeschichte der Gegenwart im deutschen Südwesten. Schriften zur politischen Landeskunde Baden-Württembergs Bd. 38, Stuttgart 2014.
- als Herausgeber mit Siegfried Frech, Hans-Georg Wehling und Paul Witt: Handbuch Kommunalpolitik, Stuttgart 2014.
- als Herausgeber mit Ines Mayer: Menschen, die uns bewegten. 20 deutsche Biografien im 20. Jahrhundert, Köln 2014, ISBN 978-3-95451-412-0.
- mit Franz Quarthal und Daniel Kuhn: Die Geschichte des Weines in Baden und Württemberg, Stuttgart 2014, ISBN 978-3-17-028560-6.
- als Herausgeber mit Philipp Gassert: Filbinger, Wyhl und die RAF. Die Siebzigerjahre in Baden-Württemberg. Schriften zur politischen Landeskunde Baden-Württembergs Bd. 42, ISBN 978-3-945414-06-4.
- als Herausgeber mit Sylvia Schraut, Peter Steinbach und Wolfgang M. Gall: Menschenrechte und Geschichte. Die 13 Offenburger Forderungen des Volkes von 1847. Stuttgart 2015, ISBN 978-3-945414-12-5.
- als Herausgeber mit Peter Steinbach, Thomas Stöckle und Sibylle Thelen: Entrechtet – verfolgt – vernichtet. NS-Geschichte und Erinnerungskultur im deutschen Südwesten. Stuttgart 2016, ISBN 978-3-945414-20-0.
- mit Rezzo Schlauch: Keine Angst vor der Macht. Die Grünen in Baden-Württemberg. Köln 2016, ISBN 978-3-95451-732-9.
- als Herausgeber mit Hubert Wolf und Hans-Georg Wehling: Staat und Kirche seit der Reformation. Stuttgart 2017, ISBN 978-3-945414-33-0.
- als Herausgeber mit Angela Borgstedt und Sibylle Thelen: Mut bewiesen. Widerstandsbiographien aus dem Südwesten. Stuttgart 2017, ISBN 978-3-945414-37-8.
- als Herausgeber mit Karl-Heinz Meier-Braun: Deutschland Einwanderungsland. Begriffe – Fakten – Kontroversen. 3. Auflage, Stuttgart 2017, ISBN 978-3-17-031864-9.
- als Herausgeber mit Frank Engehausen: Baden und Württemberg 1918/19. Kriegsende – Revolution – Demokratie. Stuttgart 2018, ISBN 978-3-945414-44-6.
- als Herausgeber mit Siegfried Frech, Hans-Georg Wehling und Paul Witt: Handbuch Kommunalpolitik, Stuttgart 2019, ISBN 978-3-945414-59-0.
- mit Muhterem Aras und Hermann Bausinger: Heimat. Kann die weg? Ein Gespräch. Tübingen 2019, ISBN 978-3-7496-1001-3.
- mit Karl-Heinz Meier-Braun: Ein Koffer voll Hoffnung. Das Einwanderungsland Baden-Württemberg. Tübingen 2019, ISBN 978-3-8425-2201-5.
- Der Terror der Roten Armee Fraktion (RAF). Stuttgart 2023, ISBN 978-3-17-029218-5.
- mit Philipp Gassert und Maike Hausen: Späth, industrielle Zukunft und Alternativen. Die Achtzigerjahre in Baden-Württemberg (= Schriften zur politischen Landeskunde Baden-Württembergs, Bd. 55). Stuttgart 2024, ISBN 978-3-911141-01-7.